# Yo Frankie!
Yo Frankie! ist ein freies 3D-Jump-’n’-Run, das unter Verwendung von freier Software, insbesondere der Grafiksoftware Blender, hergestellt wurde.
Das Computerspiel wurde unter der GNU GPL, die verwendeten Mediendateien unter der Creative-Commons-Namensnennungs-Lizenz veröffentlicht. Hauptziel des Projekts war, die Tauglichkeit der verwendeten Open-Source-Programme zur Spieleentwicklung zu verbessern und zu demonstrieren.
Nach Elephants Dream und Big Buck Bunny, zwei computeranimierten Kurzfilmen, ist es das dritte Projekt des Blender Institute.

## Entwicklungsgeschichte
Am 1. Februar 2008 begann ein sechsköpfiges Team mit der Arbeit an Yo Frankie unter dem Arbeitstitel Apricot. Vorlage war hierbei die Thematik des Films Big Buck Bunny, dem auch der spielbare Charakter, das Flughörnchen Frank, entnommen wurde.
Das Spiel wird in zwei Versionen angeboten: Die eine verwendet die 3D-Spieleengine Crystal Space, die andere die Blender Game Engine zur Darstellung der Spielwelt. Auch wenn beide auf die gleichen Mediendaten zurückgreifen, unterscheidet sich die Spielmechanik in einigen Punkten. Beide Versionen benutzen Blender zur Modellierung und Animation der Level und der Charaktere und Python als Skriptsprache.
Bei der Entwicklung des Spiels wurde die verwendete Software weiter den Bedürfnissen der Entwickler angepasst. So wurde das User Interface von Blender an mehreren Stellen überarbeitet und die Animations- und Shaderfähigkeiten von Crystal Space ausgebaut.
An mehreren Stellen kam es zur Zusammenarbeit mit der Online-Community, sie half etwa bei der Animation der Charaktere und stimmte über den Namen des Spiels ab.
Seit dem 15. November wird das Spiel auf DVD verkauft und seit dem 9. Dezember auf der Seite des Projekts zum freien Download angeboten. Die veröffentlichten Level stellen die erste Episode namens A Furry Vendetta dar; Die Entwickler fordern dazu auf, auf Grundlage der verwendeten Mediendateien und Programme neue Episoden zu erstellen. Drei von der Community erstellte Levels sowie weitere Verbesserungen wurden in die Version 1.1 des Spiels integriert.

## Spielinhalt
Der Spieler steuert Frank durch Wiesen- und Waldlandschaften und macht Jagd auf Schafe und andere Tiere, wobei er sich vor Gegnern in Acht nehmen muss. Es besteht die Möglichkeit, Items mit unterschiedlichen Effekten einzusammeln, außerdem verfügt Frank über besondere Fähigkeiten, wie den Gleitflug oder das Werfen von Knochen.
Das Spiel unterstützt einen Zwei-Spieler-Modus mit geteiltem Bildschirm, in diesem Fall übernimmt ein Spieler die Rolle des Affen „Momo“.

## Galerie

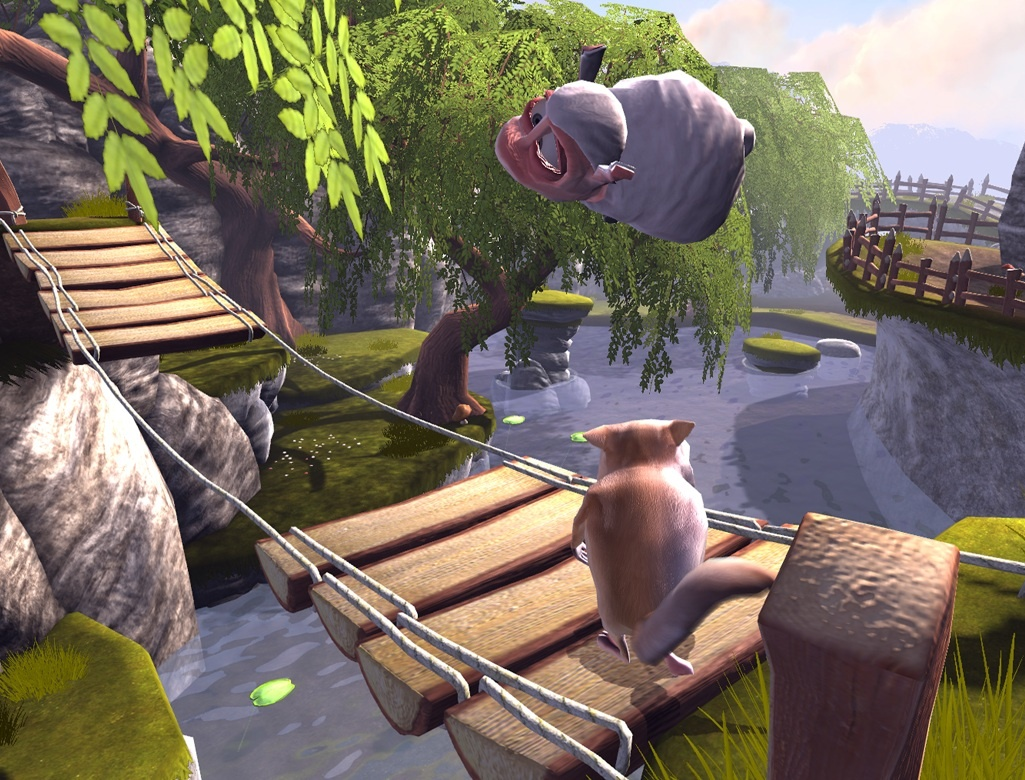
Eindruck des ersten Levels
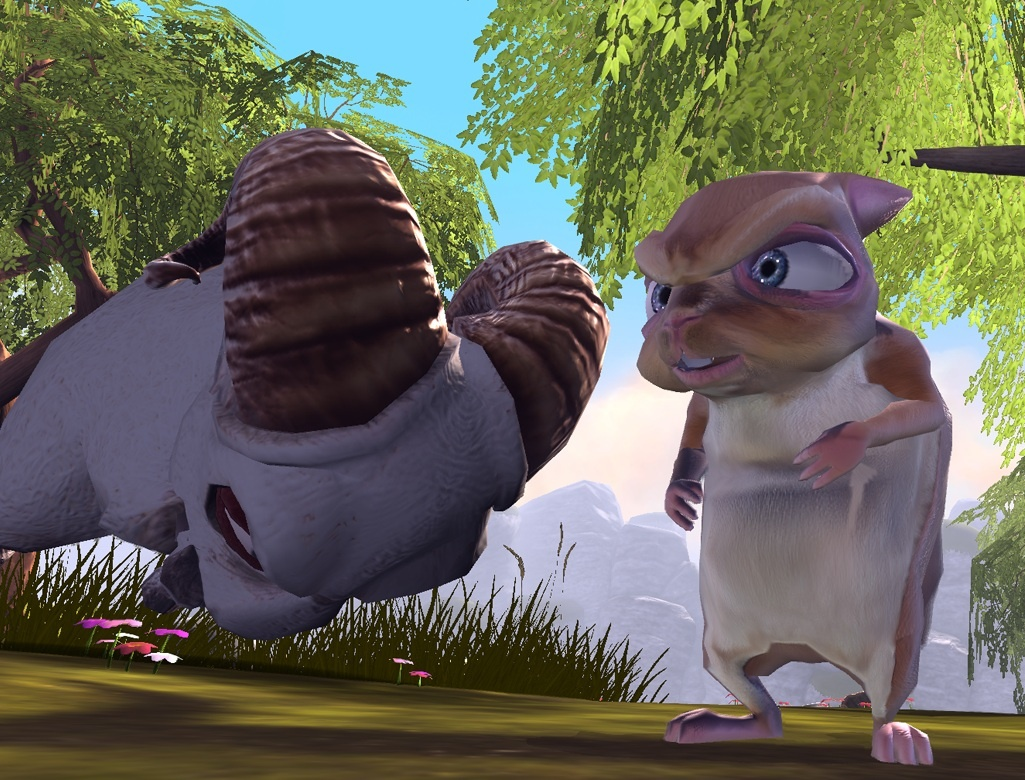
Der Spielercharakter „Frank“ (rechts)
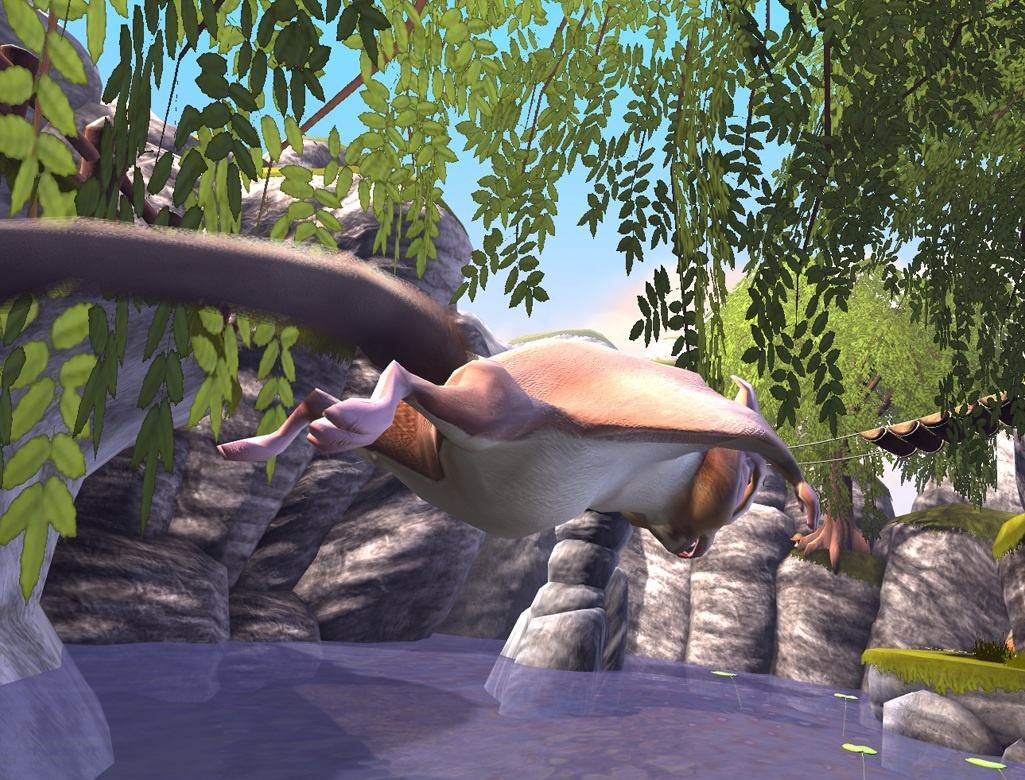
Frank im Gleitflug
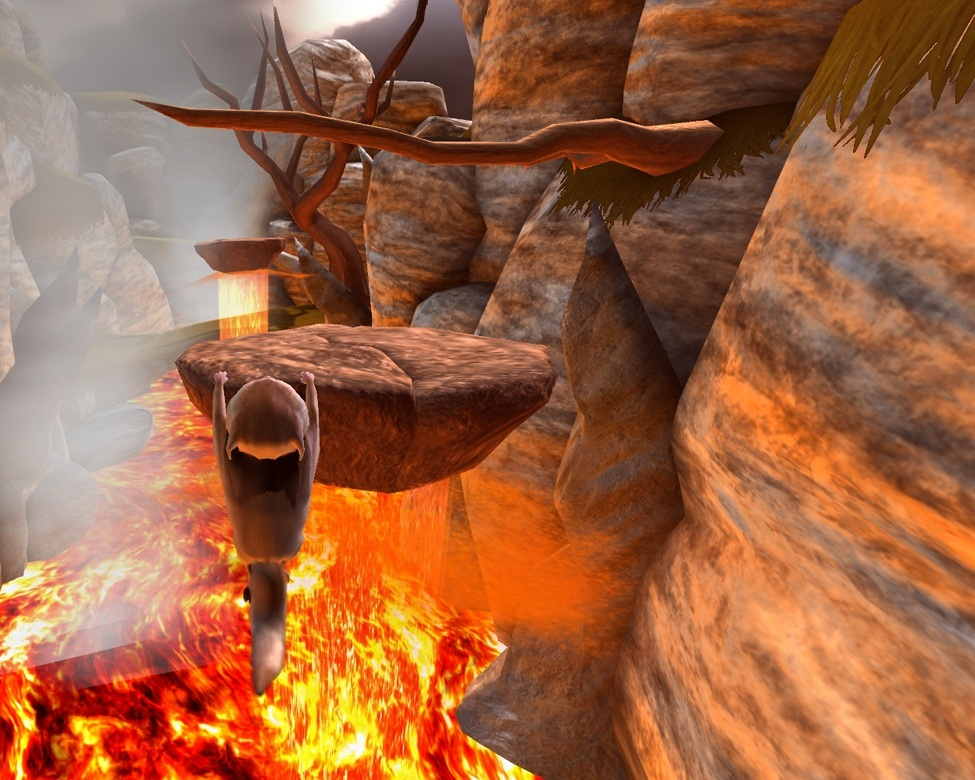
Plattformen über einem Fluss aus Lava

## Beteiligte Personen
- Campbell Barton – Entwickler, Spiellogik
- Christopher Plush – Künstlerische Gestaltung
- Dariusz Dawidowski – Leitender Spieldesigner
- Frank Richter – Entwickler
- Pablo Martin – Entwickler
- Pablo Vazquez – Leitender Künstler